# Schuhhof 3 (Quedlinburg)

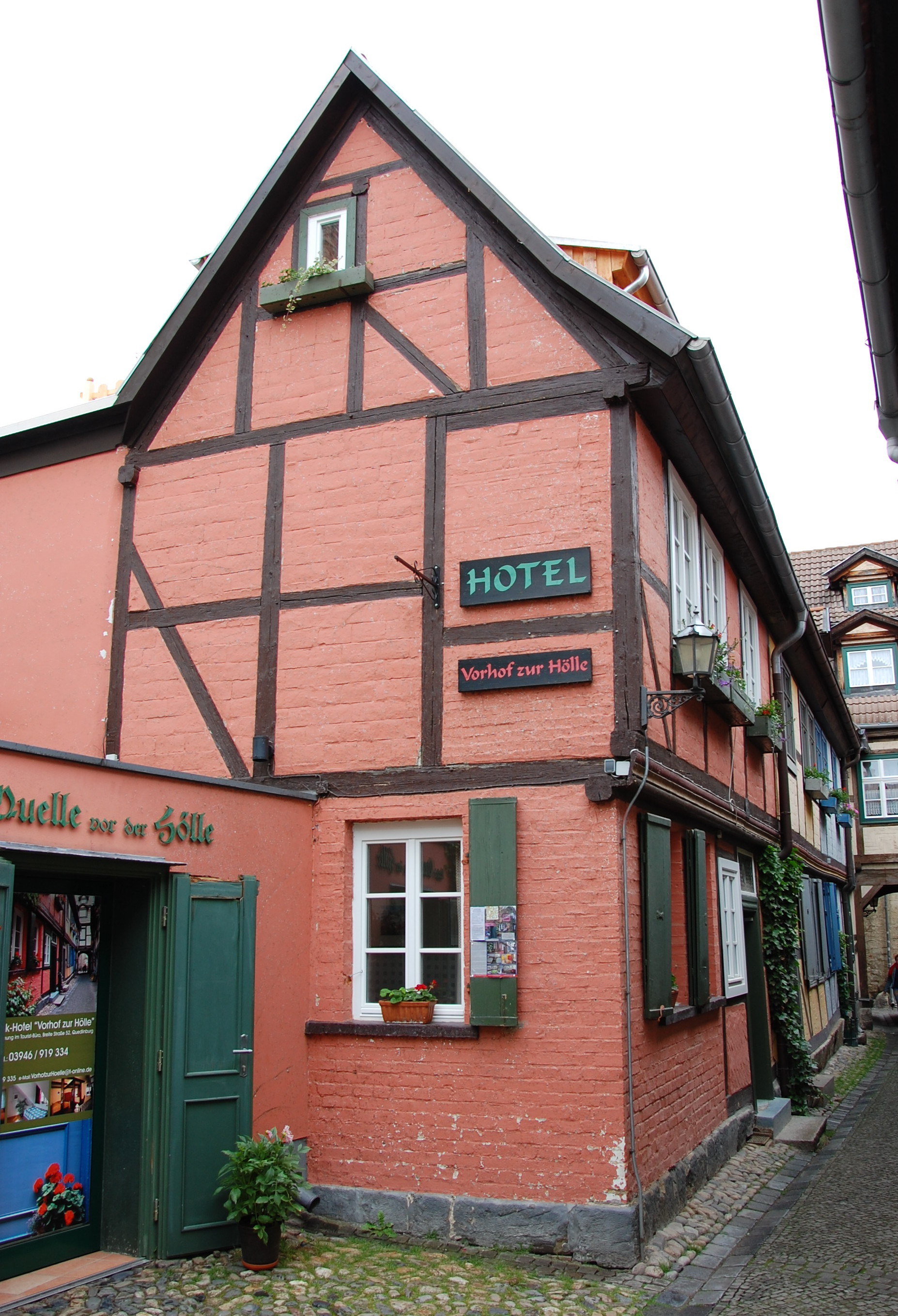
Haus Schuhhof 3

Das Haus Schuhhof 3 ist ein denkmalgeschütztes Gebäude in der Stadt Quedlinburg in Sachsen-Anhalt.

## Lage
Es befindet sich in einer kleinen Gasse östlich des Quedlinburger Marktplatzes. Östlich grenzt das gleichfalls denkmalgeschützte Haus Schuhhof 4 an.

## Architektur und Geschichte
Das kleine zweigeschossige Fachwerkhaus entstand um 1760 und gehört zum UNESCO-Weltkulturerbe. Im Quedlinburger Denkmalverzeichnis ist es als Handwerkerhaus eingetragen. Der barocke Bau ist einfach gestaltet und gilt als typisches Beispiel eines Handwerkerhauses der Bauzeit.